# James Abourezk
James Abourezk, né le 24 février 1931 dans le Dakota du Sud et mort le 24 février 2023 à Sioux Falls (Dakota du Sud), est un homme politique américain du Parti démocrate.
Il est de 1971 à 1973 membre de la Chambre des représentants des États-Unis, ainsi que le premier Arabo-Américain à entrer au Sénat des États-Unis de 1973 à 1979.

## Biographie
James Abourezk est né de parents chrétiens libanais à Wood au Dakota du Sud.
Entre 1948 et 1952, il sert dans l'United States Navy pendant la Guerre de Corée.
De retour aux États-Unis, il étudie le génie civil à la South Dakota School of Mines à Rapid City et à l'Université du Dakota du Sud à Vermillion jusqu'en 1966. Il travaille ensuite à Rapid City.
Il est élu membre démocrate de la Chambre des représentants de 1971 à 1973, puis sénateur jusqu'en 1979. Il y critique l'Office of Public Safety (Sûreté), une agence lié à l'Agence des États-Unis pour le développement international et la Central Intelligence Agency.
Il ne se représente pas en 1979, laissant sa place à Larry Pressler. Il obtient ensuite des responsabilités au Sénat en ce qui concerne les Amérindiens. Il a une réputation d'indépendant, surtout en ce qui concerne le statu quo politique.
En 1980, James Abourezk fonde l'American-Arab Anti Discrimination Committee, une organisation pour défendre les droits civiques des arabes américains et pour rééquilibrer la politique américaine au Moyen-Orient. En 1989, il écrit Advise and Dissent: Memoirs of South Dakota and the U.S. Senate (non traduit) et est le coauteur de Through Different Eyes: Two Leading Americans - a Jew and an Arab - Debate U. S. Policy in the Middle East (non traduit).
En 2006, dans une interview, James Abourezk déclare que le Hamas et le Hezbollah sont des « combattants de la résistance », et que les États-Unis supportent Israël car « le Congrès dépend beaucoup de l'argent de sionistes radicaux ».
James Abourezk travaillait comme avocat et écrivain à Sioux Falls.

## Vie personnelle et mort
Abourezk a été marié trois fois. Il a d'abord épousé Mary Ann Houlton en 1952, avant de divorcer en 1981 et d'avoir trois enfants. Il a ensuite épousé Margaret Bethea, dont il a divorcé, avant d'épouser Sanaa Dieb en 1991, avec laquelle il est resté en couple jusqu'à sa mort.
Abourezk a vécu dans le Dakota du Sud pendant la majeure partie de sa vie. Il est meurt chez lui à Sioux Falls le 24 février 2023, le jour de son 92e anniversaire,.